# تفجيرات بغداد (أغسطس/آب 2009)
تفجيرات بغداد في 19 آب/أغسطس 2009 كانت مجموعة من سبعة تفجيرات منظمة بالسيارات في العاصمة العراقية بغداد. انطلقت المتفجرات متزامنة في أرجاء العاصمة في حوالي 10:00 صباحًا من يوم الأربعاء الموافق 19 آب/أغسطس 2009 أسفرت التفجيرات عن مقتل 96 شخصًا وإصابة 565 آخرين. استهدفت هذه التفجيرات مبان حكومية وخاصة على السواء. وتعد هذه التفجيرات الأشد فتكًا منذ انسحاب القوات الأمريكية في 26 حزيران/يونيو.

## مشتبه بهم
المتحدث باسم الجيش العراقي اللواء قاسم عطا صرح بأن الجيش يتهم التحالف البعثي التكفيري بتنفيذ هذه العمليات الإرهابية. بينما وجهت مصادر أخرى الإتهام إلى تنظيم القاعدة بالوقوف وراء الهجمات أو متطرفون سنيون.
في فترة لاحقة بثت الحكومة العراقية اعترافات لأحد مسؤولي البعث السابقين والذي عرف نفسه على إنه وسام علي كاظم إبراهيم وتبنى فيها التخطيط والمشاركة في العمليات، وبعد فترة قصيرة أعلن تنظيم دولة العراق الإسلامية المرتبط بتنظيم القاعدة مسؤوليته عن التفجيرات في بيان نشر على أحد مواقع الويب، وجاء في البيان «إنطلق أبناء دولة الإسلام في غزوة مباركة جديدة في قلب بغداد الجريحة لدك معاقل الكفر وحصون الشرك للحكومة الصفوية المرتدة». وأضاف «ولئن أبيد أبناء دولة الإسلام عن بكرة أبيهم خير لهم من أن يحكمهم رافضي خبيث أو أن تستظل بغداد برايات الصفويين يومًا واحدًا».
بعد التفجيرات طالبت الحكومة العراقية سوريا بتسليم اثنين من قياديي حزب البعث لديها وهما محمد يونس الأحمد وسطام فرحان الذين كان لهما الدور الكبير في التخطيط والتمويل.

### تصريحاتهوشيار زيباري
على النقيض من تصريحات رئيس الوزراء نوري المالكي التي اتهم فيها البعثيين وتنظيم القاعدة، فقد اتهم وزير الخارجية العراقي هوشيار زيباري الأمن بالتواطؤ مع مدبري التفجير، وقال إن الأمن أزال الحواجز ونقاط التفتيش القريبة من مبنى وزارة الخارجية بناء على شعور كاذب بالأمن. وقد اعتقلت السلطات العراقية 11 ضابطاً من ضباط الجيش والشرطة والاستخبارات للتحقيق معهم بشأن التفجيرات.

## ردود فعل

### ردود فعل داخلية
- دعا رئيس الوزراء نوري المالكي إلى إجراء مراجعة أمنية شاملة، وقال عقب اجتماع مع القيادات الأمنية العراقية: «العمليات الإجرامية التي وقعت الأربعاء تستدعي ولا شك إعادة تقييم خططنا وأساليبنا الأمنية لمواجهة التحديات الإرهابية».[4]
- أدانت حكومة إقليم كردستان الهجمات في بيان صادر عن رئاسة الإقليم، وجاء في البيان: «يتحتم على جميع القوى والجهات أن تتصدى لمخططات ومؤامرات الإرهابيين عبر توحيد الصفوف والجهود لإجهاض أحلامهم الخبيثة».[5]
- أدانت هيئة علماء المسلمين الهجوم وصرح الناطق محمد بشار الفيضي قائلا: «إن صح هذا البيان فإن هذه الجماعة تكشف أنها مرتبطة بأجندة خارجية تتبناها إحدى دول الإقليم». وحمل الحكومة العراقية عدم القدرة على التعامل مع الموقف.[6]

### ردود فعل خارجية
- الاتحاد الأوروبي: أصدرت السويد التي تترأس الدورة الحالية للاتحاد بيانًا يوم وقوع الهجمات، نددت فيه بالتفجيرات، معربة عن تضامنها مع عائلات الضحايا وتعاطفها مع الحكومة والشعب العراقيين في «هذا الوقت الصعب».[7]
- الولايات المتحدة: أصدر البيت الأبيض بيانًا حيال الهجمات واصفًا إياها «بالجنونية».[8]
- سوريا: أصدرت وزارة الخارجية السورية يوم الخميس 20 آب/ أغسطس بيانًا، نددت فيه بتفجيرات بغداد ووصف البيان التفجيرات «بالإرهابية»، مؤكّدًا في الوقت نفسه دعمها «لكل ما من شأنه الحفاظ على أمن العراق»، واعتبر أن هذه الأحداث تؤكّد «الحاجة الماسة في العراق لتحقيق المصالحة الوطنية».[7]
- تركيا: في اتصال هاتفي بين الرئيس العراقي جلال الطالباني والرئيس التركي عبد الله غول، عرض الأخير على الرئيس العراقي معالجة المصابين في تفجيرات بغداد في مستشفيات تركية. وأكد استعداد بلاده الكامل لنقل الجرحى العراقيين ومعالجتهم في مستشفياتها أو إرسال بعثات طبية تركية لمساعدة الكوادر الطبية العراقية في علاج ضحايا تلك التفجيرات. وأعرب عن تعازيه للشعب العراقي، وإدانته الشديدة للجرائم التي تستهدفهم، متمنياً الرحمة للشهداء الأبرار والشفاء العاجل للجرحى.[9]
- الكويت: تم نقل بعض المصابين إلى العلاج بالمستشفيات الكويتية بأمر من أمير البلاد الشيخ صباح الأحمد.

## العلاقات العراقية السورية
صرح رئيس الوزراء نوري المالكي بأن العملية الإرهابية ليست من تدبير مجموعة محلية، وإنما تمت بمساعدة دول، وقال أن من قاموا بها من حزب البعث وتنظيم القاعدة. وبعد التفجيرات سحبت الحكومة العراقية سفيرها في دمشق للتشاور وردت سوريا بالمثل.
تقدم رئيس الوزراء التركي رجب طيب أردوجان بإجراء اتصالين هاتفيين بنوري المالكي والرئيس السوري بشار الأسد لبحث التطورات الأخيرة، وطرح حلول لإنهاء التوتر. وأعلن أن أحمد داود أوغلو وزير الخارجية التركي سيتوجه إلى كل من العراق وسوريا لحل الخلاف بين البلدين.
وبالفعل خلال أيام قلائل توجه وزير الخارجية التركي إلى العراق في محاولة لاحتواء الازمة وقد نقلت وسائل الإعلام عن الحكومة العراقية قولها انها زودت وزير الخارجية التركي بالعديد من الأدلة التي تثبت تورط دمشق بالعمليات الارهابية داخل العراق، توجه أوغلو بعد هذه الزيارة إلى سوريا ولم تظهر المحاولة التركية أي بوادر لحلحلة الأزمة، يذكر انه وفي وقت سابق وصف الرئيس السوري الاتهامات العراقية بغير المسوؤلة، فيما أكد رئيس الوزراء العراقي على ان 90% من الارهابيين يأتون عبر سوريا وأصر العراق على مطالبة سوريا بتسليم المطلوبين وكذلك طالب بمحاكمة دولية للمسؤولين عن التفجيرات، وخاطبت الحكومة العراقية الأمين العام للأمم المتحدة بان كي مون وكلفته بتقديم طلب العراق لمجلس الأمن وهذا ما فعله الأخير.
وفي اجتماع لاحق عقد في القاهرة بحضور وزيري خارجية البلدين بالإضافة إلى الأمين العام لجامعة الدول العربية عمرو موسى وممثلين عن الجانب التركي تبادل الجانبان العراقي والسوري الاتهامات حيث اتهم وزير الخارجية العراقي هوشيار زيباري باذكاء القضايا الطائفية ودعم الإرهاب الذي هدد وحده العراق بينما اتهم وليد المعلم العراق بانه يتصرف وفق أوامر من دول اجنبية للتغطية على فشل هذه الدول في ايقاف العنف في العراق وأن توريط سوريا أحد هذه الأوامر وبعد انتهاء اللقاء علق الجانبان على انه تم الاتفاق على الابتعاد عن لهجة التصعيد الإعلامي من قبل الطرفين.